# Аравирта, Ханну
Кари Ханну Юхани (Ара) Аравирта (фин. Kari Hannu Juhani "Ara" Aravirta; род. 26 марта 1953, Савонлинна, Финляндия) — финский хоккеист и тренер.

## Биография
Воспитанник хоккейного клуба СаПКо. Ханну Аравирта в финской хоккейной лиге дебютировал в сезоне 1973/74 за клуб ТуТо. Сыграл 35 матчей, забросил 3 шайбы и отдал 1 голевую передачу. Сезон 1974/75 играл в первой лиге за СаПКо, в 1975 году перешёл в другой клуб первой лиги, «Кярпят». В 1977 году с командой вышел в элитную лигу. С 1978 по 1981 года играл в Швеции за клубы «Сёдертелье» и «Кируна». Вернулся в «Кярпят», играл до 1984 года, после чего завершил карьеру игрока. Всего в высших лигах Финляндии провёл 128 матчей, забросил 30 шайб и отдал 27 голевых пасов.
В 1988 году возглавил хоккейный клуб ЮИП. С 1993 по 1996 возглавлял «Йокерит», также был ассистентом тренера финской национальной сборной. В 1997 году возглавил сборную Финляндии.
Руководил командой на 6 чемпионатах мира и 2 олимпиадах. Завоевал 3 серебряных и 1 бронзовую медаль первенств планеты, и бронзу Олимпиады в Нагано 1998 года. Покинул сборную в 2003 году. С 2003 по 2005 год — тренер столичного ХИФКа, с 2006 по 2009 — тренер «Пеликанз». Сезон 2009/10 начал в «Йокерите». Позже возглавил шведский МОДО. Три года возглавлял «Кярпят», в сезоне 2013/14 вновь тренировал «Пеликанз».